# 제주특별자치도에 대한 권한쟁의 사건
제주특별자치도에 대한 권한쟁의 사건은 제주시 등과 행정자치부장관 등간의 권한쟁의에 대한 중요 대한민국 헌법재판소 판례이다.

## 사실관계
행정자치부장관은 도지사에게 도 행정구조 개편을 위한 주민투표실시를 요구하고 도지사는 주민투표안을 발의하자 도의 시장들은 자신의 자치권한을 침해할 위험이 있다면서 권한쟁의심판을 청구하였다.

## 결론
각하

## 이유
주민투표법 제8조는 국가정책의 수립에 참고하기 위한 주민투표에 대해 규정하고 있는데 규정의 문언으로 볼 때 중앙행정기관의 장은 실시 여부 및 구체적 실시구역에 관해 상당한 범위의 재량을 가진다고 볼 수 있다. 이를 감안할 때 중앙행정기관의 장으로부터 실시요구를 받은 지방자치단체 내지 지방자치단체장으로서는 주민투표 발의에 관한 결정권한, 의회의 의견표명을 비롯하여 투표시행에 관련되는 권한을 가지게 된다고 하더라도, 나아가 지방자치단체가 중앙행정기관장으로부터 제8조의 주민투표 실시요구를 받지 않은 상태에서 일정한 경우 중앙행정기관에게 실시요구를 해 줄 것을 요구할 수 있는 권한까지 가지고 있다고 보기는 어렵다..

## 참고 문헌
- 정회철, 최근 5년 중요 헌법재판소 판례 200, 여산, 2012.
- p 326-327, 성낙인, 만화헌법판례, 법률저널, 2012.

## 같이 보기
- 권한쟁의심판
- 제주도
- 지방자치제도